# Не такий, як… хто?
«Не такий, як… хто?» (італ. Diverso da chi?) — фільм 2009 року італійського режисера Умберто Річчіоне Картені.

## Сюжет
П'єро і Ремо живуть разом багато років. П'єро — молодий політик і відкритий гей. Ремо займається складанням каталогів і оцінкою ресторанів.
П'єро вирішує балотуватися в мери патріархального містечка на північному сході Італії. Його головний помічник — Адель, переконана гомофобка, шанувальниця традиційних сімейних цінностей і противниця розлучень.
Чи знайдуть вони спільні точки дотику? Що буде, якщо в ході виборчої кампанії наш герой закохається у свою помічницю? Що скажуть виборці, суперники, його «офіційний» партнер? Нарешті, що скаже його серце?

## Ролі
| Актор               | Роль          |
| ------------------- | ------------- |
| Лука Арджентеро     | П'єро Бонутті |
| Клаудія Джеріні     | Адель Феррі   |
| Філіппо Нігро       | Ремо          |
| Антоніо Катанія     | Кораззо       |
| Франческо Паннофіно | Галеаццо      |
| Джузеппе Чедерна    | Серафіні      |

## Нагороди та номінації[1]
Фільм загалом отримав 4 премій та 7 номінацій, зокрема:

### Нагороди

#### Аннесійський італійський кінофестиваль
- 2009 — Філіппо Нігро отримав нагороду «Найкращий актор»

#### Італійський національний синдикат кіножурналістів
- 2009 — Фабіо Боніфаччі отримав нагроду «Срібна стрічка» в номінації «Найкращий сценарій»

#### Золотий глобус Італії
- 2009 — Умберто Річчіоне Картені отримав нагороду в номінації «Найкращий дебют»)

#### Золоті граалі(Golden Graals)
- 2009 — Лука Арджентеро отримав нагороду в номінації «Найкраща комедійна роль»

### Номінації

#### Золотий глобус Італії
- 2009 — номінація «Найкраща Комедія»

#### Італійський національний синдикат кіножурналістів
- 2009 — номінації «Найкращий продюсер» та «Найкраща комедія»

#### Давид ді Донателло
- 2009 — Лука Арджентеро (номінація «Найкращий актор»), Клаудія Джеріні (номінація «Найкраща актриса») Філіппо Нігро (номінація «Найкращий актор другого плану»), Умберто Річчіоне Картені (номінація «Найкращий новий режисер»)